# Rugomero (periodiskt vattendrag i Burundi, Bubanza)
Rugomero är ett periodiskt vattendrag i Burundi.   Det ligger i provinsen Bubanza, i den nordvästra delen av landet, 40 kilometer norr om huvudstaden Bujumbura.
I omgivningarna runt Rugomero växer huvudsakligen savannskog. Runt Rugomero är det tätbefolkat, med 397 invånare per kvadratkilometer.